# Dalworthington Gardens
Dalworthington Gardens es una ciudad ubicada en el condado de Tarrant en el estado estadounidense de Texas. En el Censo de 2010 tenía una población de 2.259 habitantes y una densidad poblacional de 483,75 personas por km².

## Geografía
Dalworthington Gardens se encuentra ubicada en las coordenadas 32°41′11″N 97°9′18″O / 32.68639, -97.15500. Según la Oficina del Censo de los Estados Unidos, Dalworthington Gardens tiene una superficie total de 4.67 km², de la cual 4.58 km² corresponden a tierra firme y (1.94%) 0.09 km² es agua.

## Demografía
Según el censo de 2010, había 2.259 personas residiendo en Dalworthington Gardens. La densidad de población era de 483,75 hab./km². De los 2.259 habitantes, Dalworthington Gardens estaba compuesto por el 80.88% blancos, el 7.57% eran afroamericanos, el 0.71% eran amerindios, el 5.14% eran asiáticos, el 0% eran isleños del Pacífico, el 1.59% eran de otras razas y el 4.12% pertenecían a dos o más razas. Del total de la población el 6.68% eran hispanos o latinos de cualquier raza.